# Diablo (wind)
De Diablo-wind is een naam die af en toe wordt gebruikt voor de hete, droge wind uit het noordoosten die meestal voorkomt in de San Francisco Bay Area in Noord-Californië, tijdens de lente en de herfst. De naam verwijst naar de richting waaruit de wind komt, Mount Diablo. Hetzelfde windpatroon beïnvloedt ook andere delen van de kustgebieden van Californië. De term verscheen voor het eerst in 1991 kort na de Oakland-bosbrand, misschien om hem te onderscheiden van de vergelijkbare, en meer bekende, hete droge wind in Zuid-Californië, bekend als de Santa Ana-wind. 
De Diablo-winden worden samen met de Santa Ana-winden ook wel de “duivelswinden” genoemd, door hun invloed op de verspreiding van bosbranden.